# Getsemani

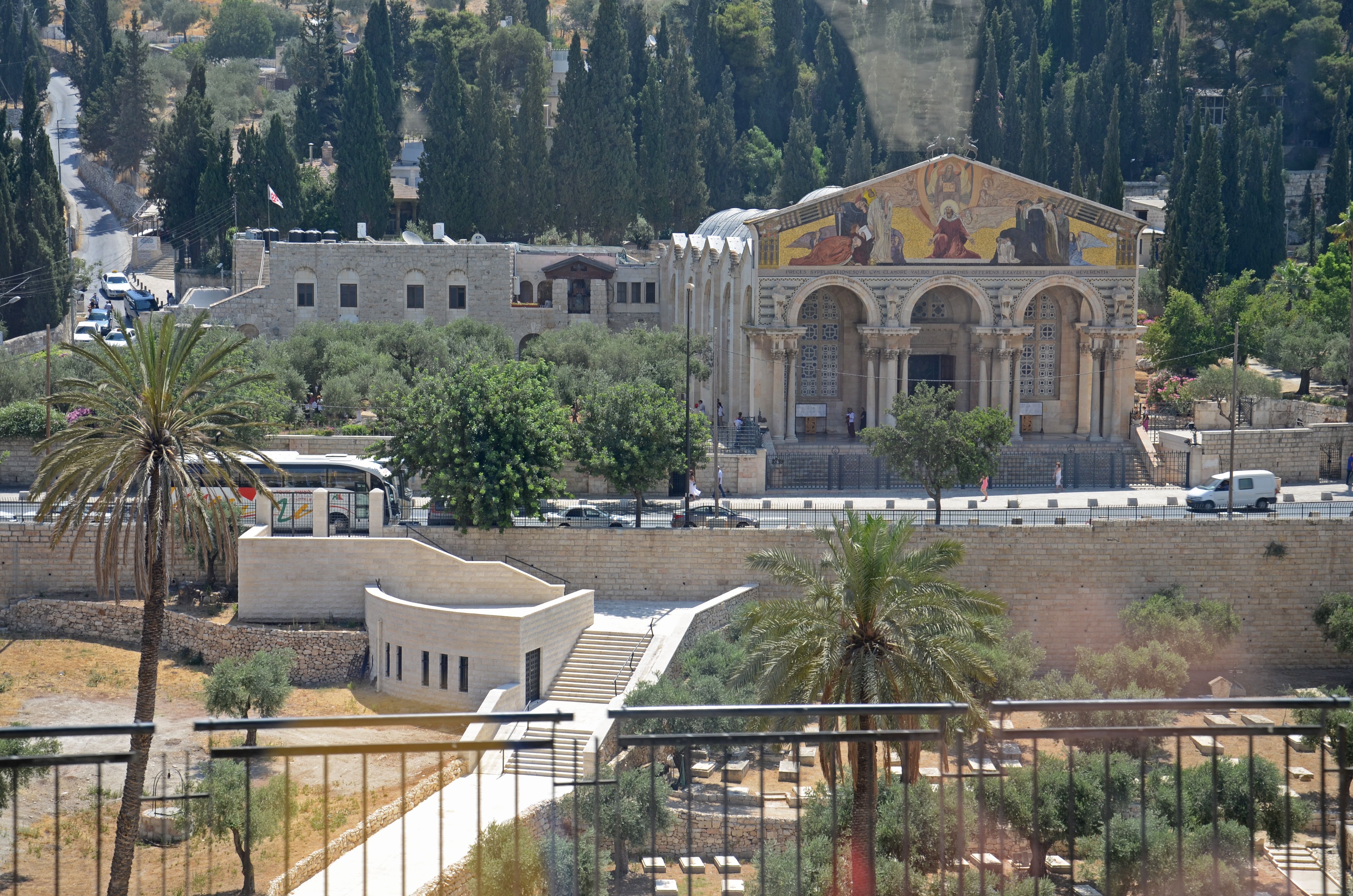
Die Pilgerstätte Getsemani 2012: ein alter Olivenhain im Garten der Kirche aller Nationen

Palästinensische Muslime laufen auf die Kirche aller Nationen zu bei dem Jerusalemer Nabi-Musa-Fest, das zeitgleich mit dem christlichen Osterfest zusammenfällt (1936).

Getsemani ist ein Schauplatz der Passionsgeschichte Jesu am Westhang des Ölbergs, der im Neuen Testament erwähnt wird. Seit spätantiker Zeit entstand hier eine christliche Pilgerlandschaft. Getsemani ist die ökumenische Schreibweise gemäß den Loccumer Richtlinien (Einheitsübersetzung, Zürcher Bibel); in der Lutherbibel und in der King-James-Bibel lautet der Ortsname Gethsemane. Der moderne hebräische Ortsname ist Gat Schmanim.

## Name
In Mk 14,32  (und, davon abhängig, Mt 26,36 ) wird Getsemani als ein Landgut oder Grundstück (altgriechisch χωρίον chōríon) auf dem Ölberg bezeichnet; das Lukasevangelium (Lk 22,40 ) spricht von einem bestimmten „Ort“ auf dem Ölberg, das Evangelium nach Johannes (Joh 18,2 ) von einem „Garten“ jenseits des „Winterbachs Kidron“, d. h. am Fuß des Ölbergs, wobei der Name Getsemani bei Lukas und Johannes nicht fällt.
Der von Markus und Matthäus überlieferte Ortsname altgriechisch Γεθσημανί Gethsemaní (Textus receptus: Γεθσημανῆ Gethsemanẽ) ist vermutlich hebräischen, nicht aramäischen Ursprungs. Seine Etymologie ist allerdings schwierig: hebräisch גת שמנים gat shemanim „Kelter der Öle“ ist als Name für einen Ort der Olivenölgewinnung sonst nicht belegt. Eine solche Einrichtung hieß üblicherweise „Haus der Ölmühle“.

## Lage
Der Name Getsemani haftet in der christlichen Lokaltradition an zwei Orten: einer Grotte und einer Ölbaumpflanzung, wobei die Grotte im Neuen Testament nicht vorkommt. Gustaf Dalman suchte beide Angaben zu verbinden: Die Grotte sei der Ort der Ölpresse; solche Anlagen wurden und werden gern in Höhlen gebaut. An diesem geschützten Ort habe die Jüngergruppe übernachtet. Dagegen spricht aber, dass die Grotte in den ersten fünf Jahrhunderten unbekannt war und erst danach zur Pilgerstätte wurde. „Von einer Grotte oder einer Bebauung sagen die Texte nichts. Die Gethsemane-Perikope schildert ein Geschehen unter freiem Himmel, auch wenn gerade im Frühjahr die Nächte noch sehr kalt sein können.“

## Getsemani im Neuen Testament
Getsemani ist in den Evangelien der von Jesus freiwillig gewählte Ort des Abschieds von seinen Jüngern; seine Einsamkeit im Garten bildet einen Kontrapunkt zur vorherigen Gemeinschaft beim Abendmahl. Die Evangelien unterscheiden sich darin, wie sie die Handlung auf verschiedene Schauplätze verteilen, mit Konsequenzen für die seit der Spätantike entstehende christliche Pilgerlandschaft:
- Drei Schauplätze (Markus und Matthäus): a) der Ort, an dem Jesus die Jünger zurücklässt, b) der Ort, an dem er Petrus, Jakobus und Johannes zurücklässt, c) der Ort seines Gebets. Bei b) ist auch Verrat und Verhaftung lokalisiert.
- Zwei Schauplätze (Lukas): a) der Ort des gemeinsamen Nachtlagers aller Jünger, b) der Ort des einsamen Gebets Jesu.
- Ein Schauplatz (Johannes): Jesus überschreitet mit seinen Jüngern den Bach Kidron und geht in einen Garten, wo kurz darauf Judas mit den Häschern eintrifft; Jesus tritt in souveräner Weise aus dem Garten heraus, ihnen entgegen, und wird verhaftet.

## Getsemani als Pilgerstätte

### Alte Kirche und byzantinische Zeit

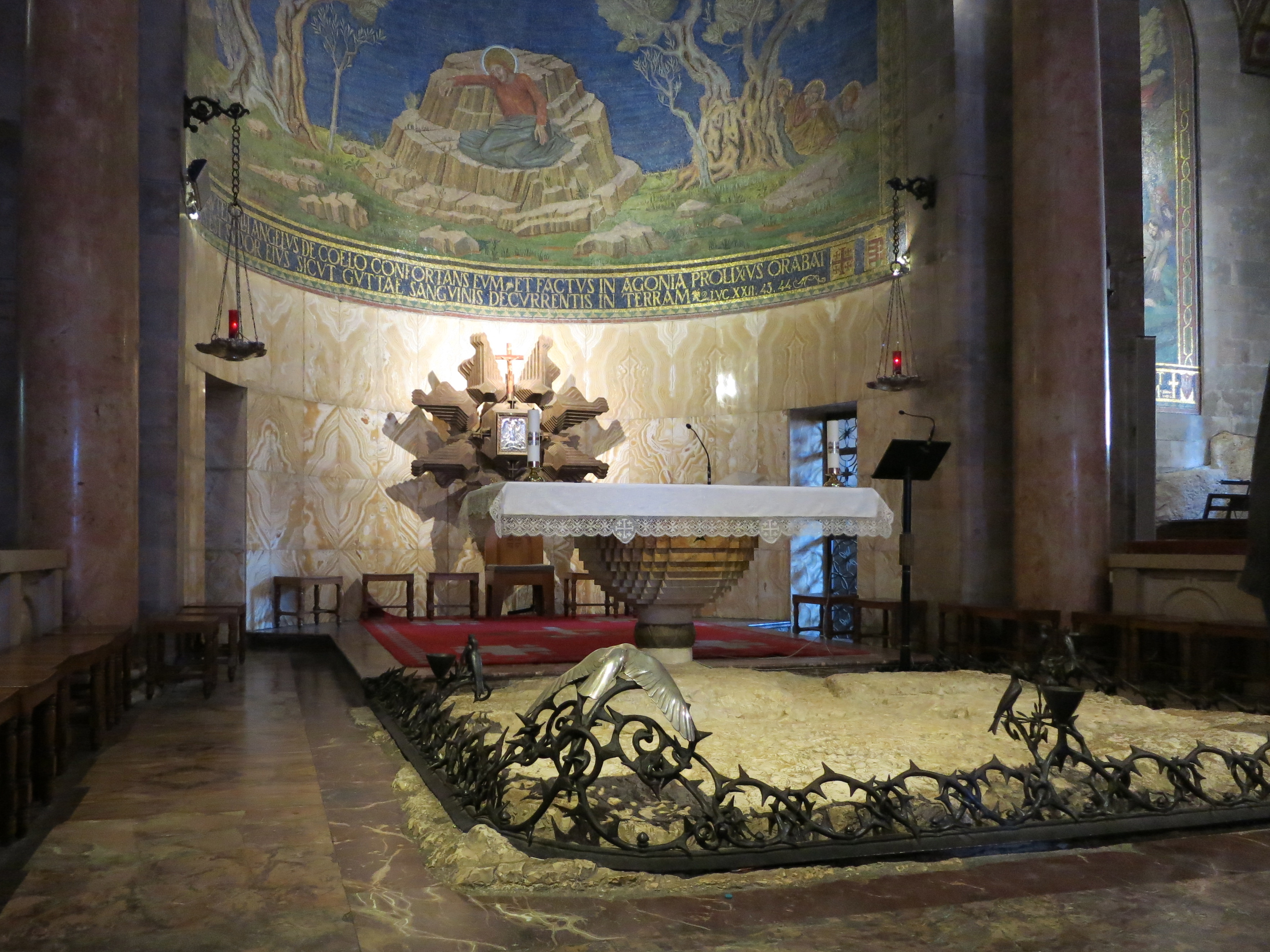
Der Felsen des Gebets Jesu in der modernen Kirche aller Nationen

Eusebius von Caesarea, Kyrill von Jerusalem und der Pilger von Bordeaux kannten im 4. Jahrhundert eine Steinformation im Kidrontal, die als Ort des Verrats und der Gefangennahme Jesu galt, und einen nicht genauer definierten Olivenhain am Hang des Ölbergs, der von den Pilgern gerne aufgesucht wurde, in Erinnerung an das nächtliche Gebet Jesu vor seiner Verhaftung. Um 380/390 bezeugen Egeria und Hieronymus einen Kirchenbau (sogenannte ecclesia elegans) am Ort des Gebets Jesu. Wahrscheinlich handelt es sich dabei um die byzantinische Kirche, deren Überreste beim Bau der Kirche aller Nationen freigelegt wurden. Im Presbyterium dieser spätantiken Basilika wurde ein Stück gewachsener Fels als Ort des Gebets Jesu verehrt.
Die weitere Entwicklung im 5./6. Jahrhundert wurde durch die Jerusalemer Liturgie der Karwoche bestimmt. In der Eleona-Kirche auf dem Gipfel des Ölbergs gedachte man an das einsame Gebet Jesu; in der byzantinischen Kirche am unteren Hang des Ölbergs der schlafenden Jünger, des Verrats und der Verhaftung. Die Schwierigkeit, dass Jesus nach neutestamentlicher Darstellung in dieser Nacht dreimal zwischen den schlafenden Jüngern und seinem Gebetsort wechselte und also jedes Mal den Ölberg hätte ersteigen müssen, wurde nicht wahrgenommen.
Theodosius war um 520 der erste, der eine Grotte am Hang des Ölbergs erwähnte, allerdings war diese Grotte für ihn der Ort des Letzten Abendmahls Jesu und der Fußwaschung und somit nicht identisch mit Getsemani. Auch der Pilger von Piacenza sah um 570 am Hang des Ölbergs diese Abendmahlsgrotte und lagerte sich mit seiner Pilgergruppe auf den steinernen Triclinien, die es in dieser Grotte gab. Diese Abendmahlstradition konkurrierte aber mit zwei anderen Lokalisierungen des Gründonnerstagsgeschehens, eine auf dem Berg Zion, die andere in Betanien. Eutychios, der Patriarch von Konstantinopel († 582), erläuterte, dass in der Grotte am Ölberg ein früheres Mahl Jesu mit den Jüngern stattfand, nicht das Mahl, bei dem er die Eucharistie einsetze. Die Lokalisierung des Abendmahls auf dem Ölberg passt schlecht zur neutestamentlichen Darstellung; andererseits konnte der Ölberg, nach Joh 18,1 ein Ort, wo Jesus oft mit seinen Jüngern zusammen war, auch Traditionen gemeinsamen Essens auf sich ziehen.
Die byzantinische Getsemani-Kirche (ecclesia elegans) wurde wahrscheinlich bei der persischen Eroberung Jerusalems (614 n. Chr.) zerstört und niedergebrannt. Das Mariengrab im Kidrontal am unteren westlichen Abhang des Ölbergs entwickelte sich danach zur zentralen christlichen Pilgerstätte, der die anderen Ortstraditionen zugeordnet wurden. Die Grotte, in der weder Einrichtungen einer Ölpresse noch steinerne Triclinien archäologisch nachweisbar sind, wurde in dieser Zeit zu einer Grabkapelle ausgestaltet. Anscheinend war die Nähe des Mariengrabs ein sehr attraktiver Ort für eine Begräbnisstätte.

### Kreuzfahrerzeit

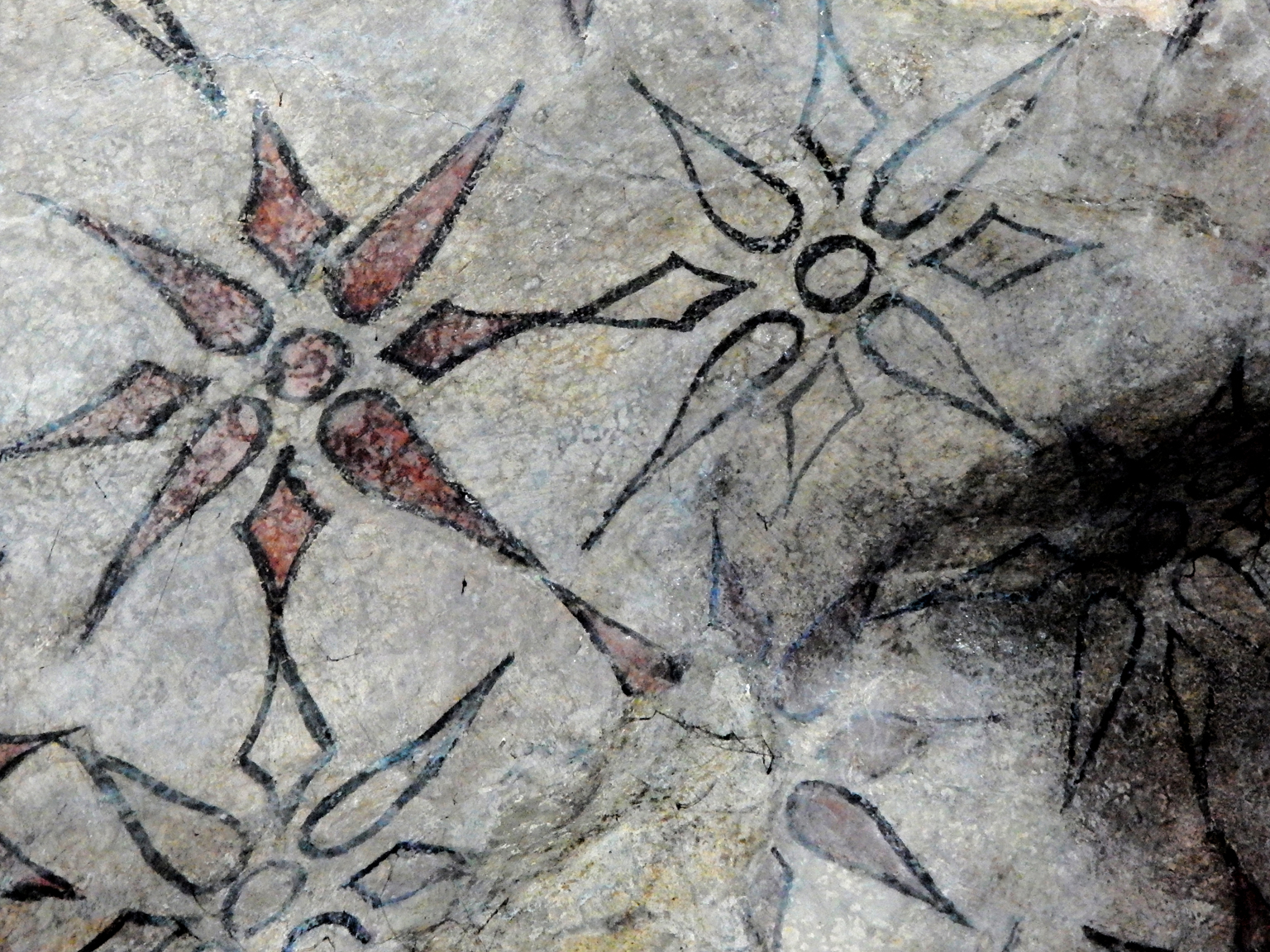
Reste kreuzfahrerzeitlicher Ausmalung in der Grotte

Mit der Eroberung Jerusalems durch die Kreuzfahrer war eine neue Situation entstanden, in der die Pilgerlandschaft am Ölberghang neu geordnet wurde. Sæwulf sah 1102/03 eine Gebetsstätte am Ort, wo Petrus, Jakobus und Johannes schliefen, und etwas hangaufwärts eine Gebetsstätte, wo Jesus Christus betete. Der Ausdruck „Gebetsstätte“ (oraculum) deutet darauf, dass es noch keine Kirchengebäude gab.

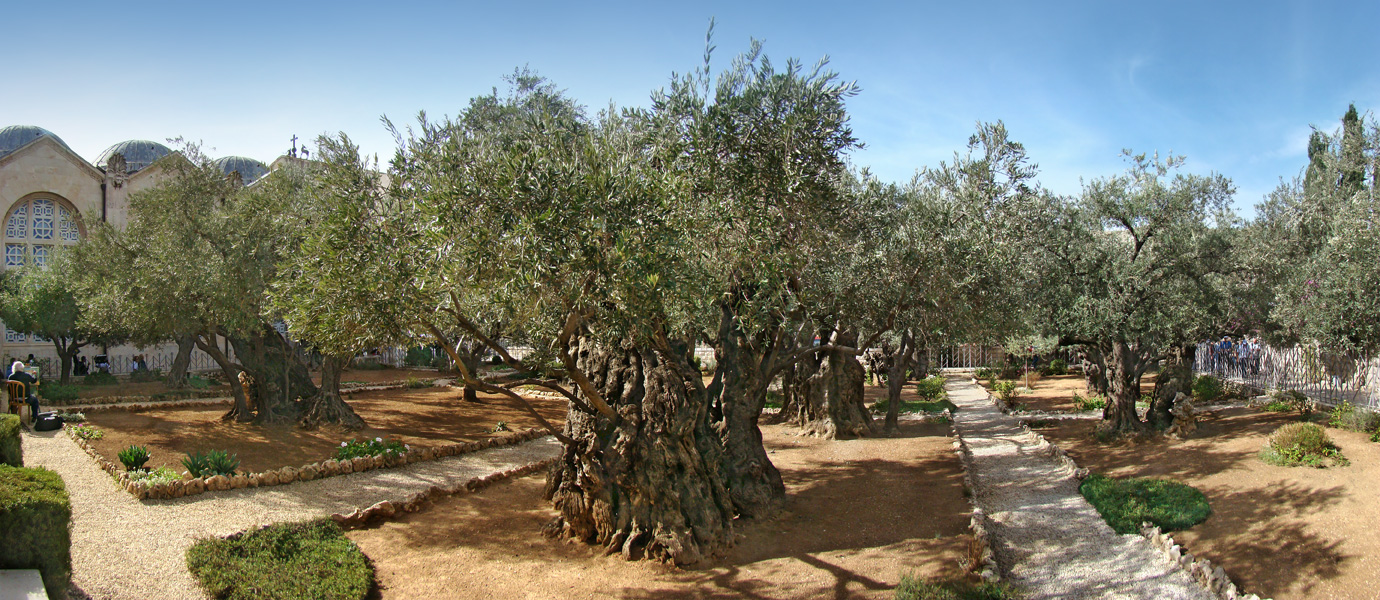
Innenansicht des Gartens Getsemani und alten Olivenbäumen

Wie die Erinnerungslandschaft von Getsemani (ein Blumengarten: hortus floridus) nach Abschluss des Bauprogramms aussah, beschrieb Johannes von Würzburg 1165 n. Chr.: Rechts vom Eingang des Mariengrabs gab es eine Grotte, in der man die drei schlafenden Jünger verortete. „Der Ort aber, wo der Herr gebetet hat, ist von einer neuen Kirche umfasst, welche Kirche des Erlösers heißt, in deren Fußboden drei unbearbeitete Steine herausragen, wie kleine Felsen. Auf diesen, so sagt man, habe Jesus dreimal auf den Knien gebetet.“ Die neue Kirche des Erlösers befand sich an der Stelle der byzantinischen ecclesia elegans, aber etwas südlich versetzt und mit abweichender Orientierung.
Die heute vorhandenen alten Ölbäume im Garten Getsemani wurden wahrscheinlich gleichzeitig im 12. Jahrhundert gepflanzt. Als man die „Kirche des Erlösers“ baute, legte man daneben einen Ölbaumhain neu an.

### Spätmittelalter und Frühe Neuzeit
Das Ende des Kreuzfahrerreichs bedeutete auch das Ende für Kirche und Grotte von Getsemani; die Pilger besuchten aber weiterhin den Olivenhain. Übrig blieben außer den Bäumen eine profanierte und als Stall genutzte Grotte, ein „Felsen der Apostel“ sowie eine Säule, die wahrscheinlich von der byzantinischen ecclesia elegans stammt. 1392 erwarb die franziskanische Kustodie die Grotte, und danach vollzog die abendländische Getsemani-Tradition einen Wechsel, den die griechisch-orthodoxe, die russisch-orthodoxe und die armenische Kirche nicht übernahmen. In der Grotte erkennt man noch Reste der kreuzfahrerzeitlichen Ausmalung (einen Sternenhimmel) und eine sekundäre, erstmals 1626 erwähnte Pilgerinschrift, die die neue Tradition der Lateiner dokumentiert: hier habe Jesus Christus Blut geschwitzt und darum gebetet, dass der Kelch an ihm vorübergehe.

### Heutige Anlage

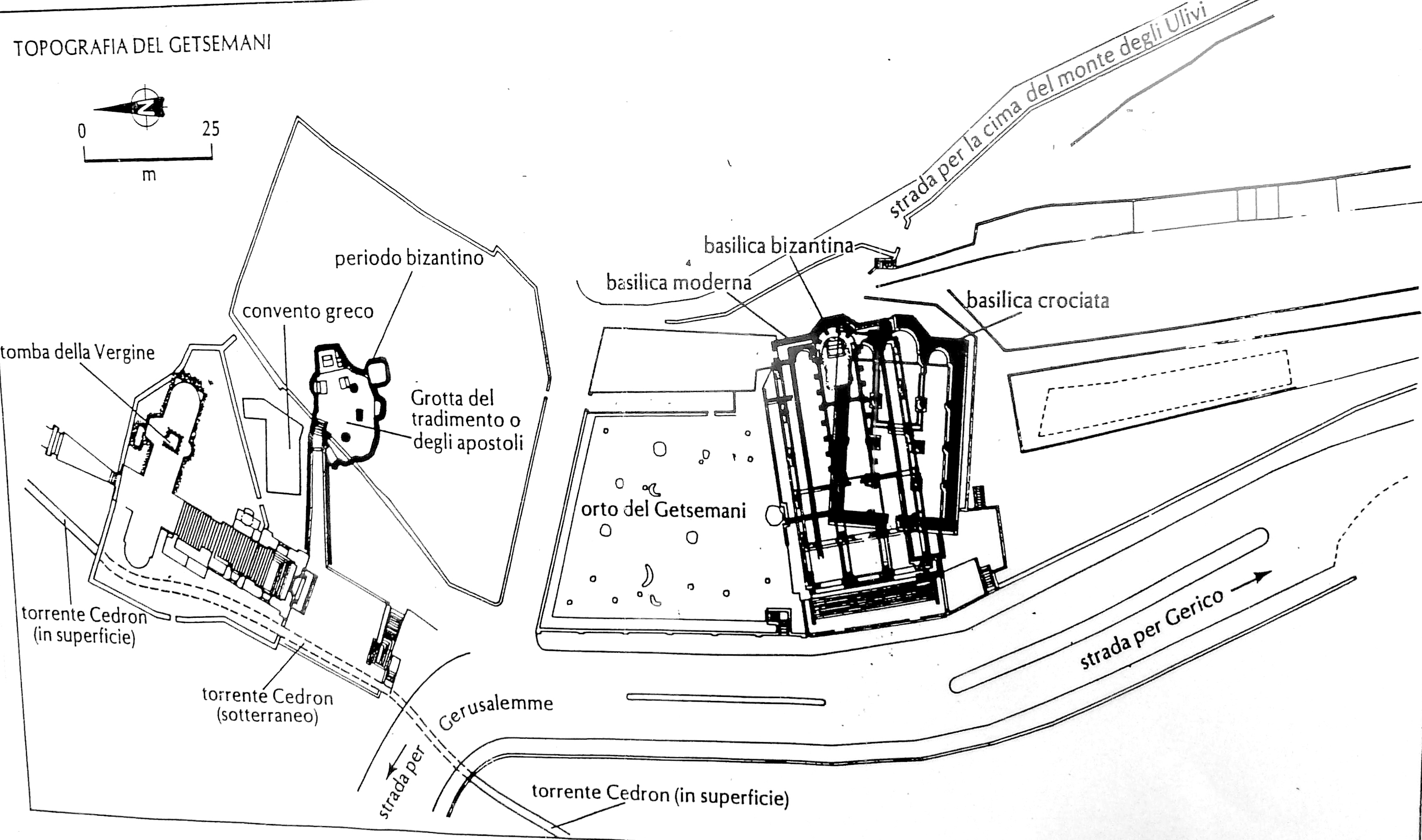
Lageplan, heutige Situation. Von links nach rechts: Mariengrab, Grotte des Verrats, Olivengarten, Kirche aller Nationen (über byzantinischen und kreuzfahrerzeitlichen Vorgängerbauten)

Seit Mitte des 19. Jahrhunderts wurde die Lokalisierung biblischer Orte in Palästina von Bibelwissenschaftlern, Historikern und Palästinaforschern untersucht. Für die franziskanische Kustodie des Heiligen Landes bedeutete das, die Authentizität der von ihr verwalteten Stätten zu belegen und zugleich Anstrengungen zu unternehmen, um weiterhin als die Hüterin aller relevanten christlichen Heiligtümer wahrgenommen zu werden. Als der franziskanische Archäologe Barnabas Meistermann 1909 einen Teil der kreuzfahrerzeitlichen „Kirche des Erlösers“ ausgrub und vorschlug, dass sich die alte Ortstradition des einsamen Gebets Jesu auf ein Gelände südlich des Olivenhains beziehe, wurde diese These vom damaligen Kustos Roberto Razzoli als „gewagte“ Vermutung und modernistischer Traditionsbruch bekämpft. Sein Nachfolger, Ferdinando Diotallevi (Kustos 1918–1924), akzeptierte die Verlagerung. Die heiligen Stätten Grotte und Garten, nur etwa 100 m voneinander entfernt, tauschten also Anfang des 20. Jahrhunderts die Zuweisung an neutestamentliche Szenen:
- Grotte: bisher Ort des Gebets Jesu, jetzt neu „Grotte des Verrats“;
- Garten: bisher Schauplatz von Verrat und Verhaftung Jesu, jetzt neu Ort seines Gebets.

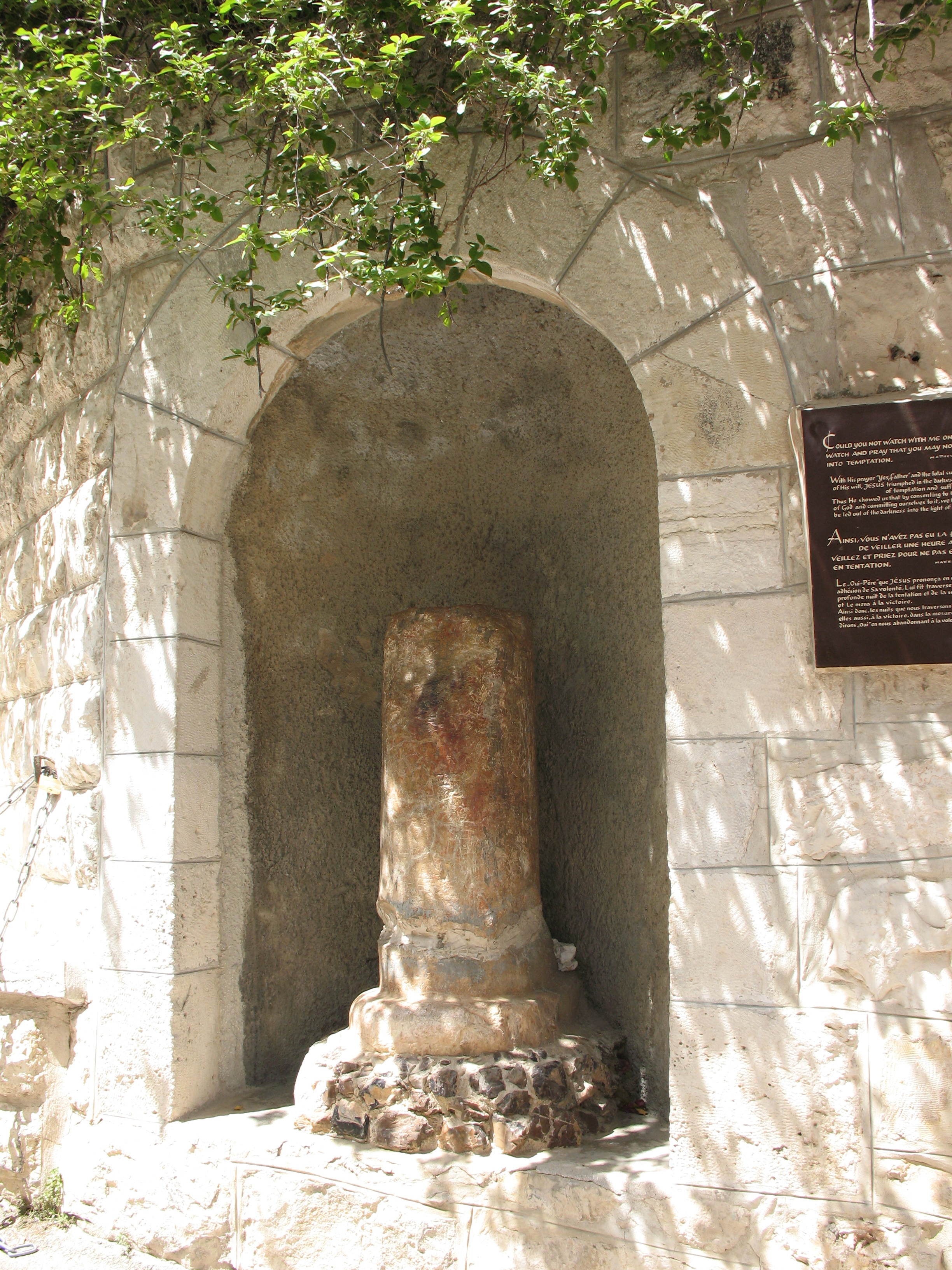
Säule des Verrats

Die Lokalisierung des Gebets Jesu im Olivenhain wurde auch von orthodoxen und protestantischen Kirchen vertreten, war also quasi ökumenisch. Die Kustodie entschied sich für einen Kirchenneubau (die Kirche aller Nationen) nach vorhergehender archäologischer Untersuchung des Baugeländes. Das Gelände besaß sie bereits, aber die Bauarbeiten machten die Entfernung jener wohl von der byzantinischen Kirche stammenden Säule erforderlich, an der die orthodoxe Lokaltradition den Judaskuss lokalisiert hatte und den die griechisch-orthodoxe Kirche als ihren Besitz betrachtete. Nach der britischen Einnahme Jerusalems 1917 wurde das Heilige Land erstmals seit der Kreuzfahrerzeit wieder von einer christlichen, nun aber protestantischen, Macht regiert. Das ließ das griechische und das lateinische Patriarchat von Jerusalem zunächst zusammenrücken. So stimmte Patriarch Damianos I. der Umsetzung der Säule um 14 m an die Außenmauer des franziskanischen Geländes zu. Unterdessen untersuchte der franziskanische Archäologe Gaudentius Orfali das Baugelände und stieß 1920 auf die Fundamente der byzantinischen Kirche (ecclesia elegans) des 4. Jahrhunderts. Die Apsis dieser Kirche lag unter dem geplanten neuen Aufstellungsort der Säule und wollte die Kustodie auf den byzantinischen Mauern ihren Kirchenneubau errichten, so musste die griechisch-orthodoxe Säule wiederum weichen. Die griechisch-orthodoxe Kirche war dazu nicht bereit und erhob nun Anspruch auf das gesamte Gartengelände. Der Rechtsstreit des griechischen und des lateinischen Patriarchats zog sich bis 1923 hin; im Austausch für das umstrittene Baugelände überließ die Kustodie der orthodoxen Seite die Viri-Galilaei-Kirche, wo sie zuvor Gottesdienstrechte hatte, und zahlte eine finanzielle Kompensation.
Die Säule des Verrats kam nun an ihren jetzigen Aufstellungsort an der Außenmauer des Gartens Gethsemane, gegenüber dem Eingang der russisch-orthodoxen Maria-Magdalena-Kirche. Doch hatte sie durch den Ortswechsel offenbar ihre Bedeutung als Pilgerziel eingebüßt; orthodoxe Gruppen besuchen heute den Ölbaumhain der Franziskaner und oft auch die angrenzende römisch-katholische Kirche, ohne die Säule aufzusuchen.

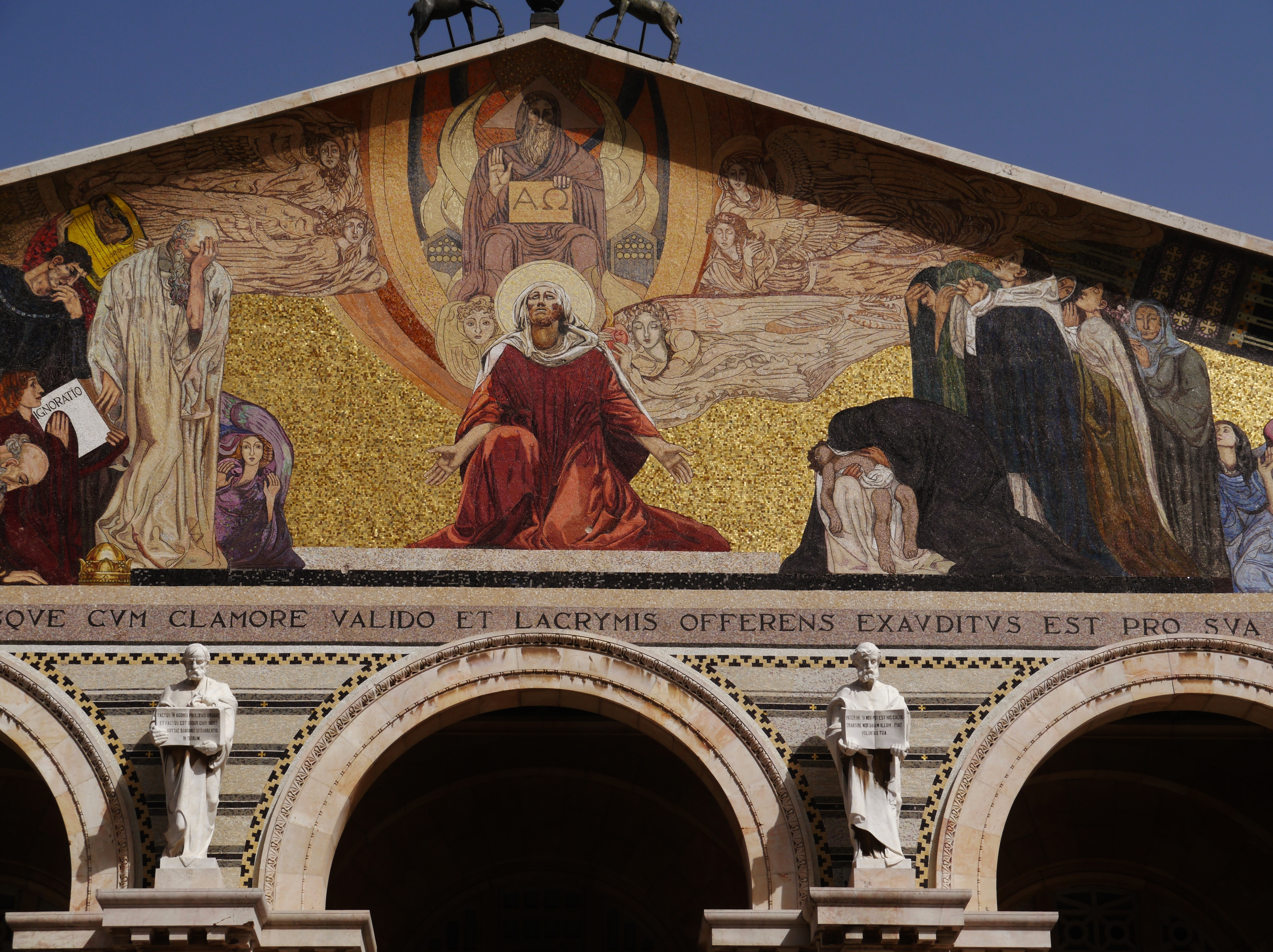
Giebel der Kirche aller Nationen

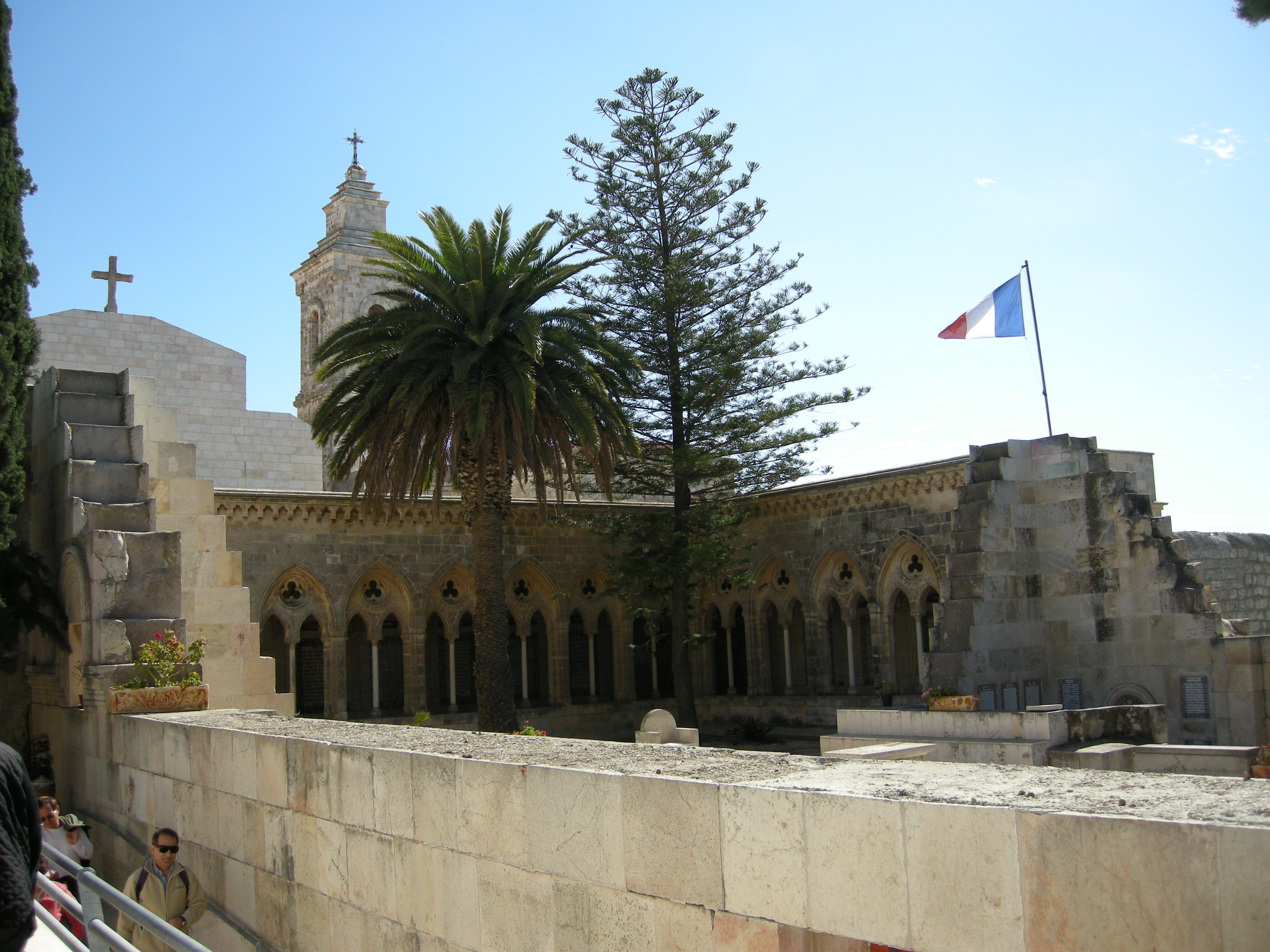
Unvollendete Herz-Jesu-Kirche

1922 gab die britische Mandatsverwaltung die Genehmigung zum Kirchenneubau. Der Gouverneur von Jerusalem, Ronald Storrs, sah den Garten Getsemani als authentischen Schauplatz des Neuen Testaments an, und war deshalb gegen den Bau einer Kirche an dieser Stelle. Aus protestantischer Sicht waren es gerade die offenen Landschaften, die einen Besuch Palästinas zu einer religiösen Erfahrung werden ließen. Zwar konnte er den Neubau aus rechtlichen Gründen nicht verhindern, aber die Höhe und die Grundfläche verringern.
Storrs hatte eine Audienz bei Papst Benedikt XV. und notierte danach, dem Papst liege wenig an den Kirchenneubauten der franziskanischen Kustodie, diese seien vielmehr Ausdruck italienischen Nationalgefühls (italianità). Diesen Charakter hat die Kirche aller Nationen (ungeachtet ihres Namens) in besonders hohem Maße. Den Grundstein legte Kardinal Filippo Giustini am 17. Oktober 1919 anlässlich einer Besuchsreise im Heiligen Land, die der 700-jährigen Präsenz des Franziskanerordens gedachte. Er reiste dazu auf der Il Quarto an, einem italienischen Kriegsschiff, das sowohl die vatikanische als auch die italienische Flagge gehisst hatte. Giustini war im Land mit dem Auto des italienischen Konsuls unterwegs. Die Konsuln von Spanien, Frankreich und Großbritannien protestierten beim Heiligen Stuhl gegen diese Auftritte Giustinis. Der päpstliche Sekretär Pietro Gasparri verfasste daraufhin eine offizielle Rüge des Kardinals. Antonio Barluzzi, der als Architekt die meisten römisch-katholischen Bauten in Palästina während der britischen Mandatszeit entwarf, baute auf byzantinischen Grundmauern, aber nicht in Aufnahme byzantinischer Architektur, sondern, seinen Angaben nach, im Stil römischer Gebäude aus der Zeit Jesu. Zwölf Nationen beteiligten sich finanziell am Kirchenbau und erhielten je eine Kuppel der deshalb so benannten Kirche aller Nationen, Italien erhielt die größte und mit Goldmosaik ausgekleidete Kuppel über dem Felsen, auf dem Jesus gebetet haben soll, während die übrigen Kuppeln dunkel gehalten sind. Die Nationen sind zwar mit ihren nationalen Emblemen in der Kirche präsent, aber alle Arbeiten wurden von italienischen Künstlern ausgeführt. Die Baufirma kam ebenso aus Italien wie Teile des Baumaterials.
Der französische Kardinal Louis-Ernest Dubois legte im Januar 1920 den Grundstein für eine französische Getsemani-Kirche auf dem Ölberg, die dem leidenden Herzen Jesu (und damit auch seinem Gebet in Getsemani) gewidmet war. Die französische Regierung stellte das Grundstück hierfür auf dem Gelände des Karmeliterklosters Pater Noster an der Stelle der byzantinischen Eleona-Kirche zur Verfügung. Trotz Protesten der franziskanischen Kustodie begannen die Bauarbeiten 1926, mussten aber aus Geldmangel eingestellt werden. Der Vatikan war nicht bereit, den Kirchenbau, den er als einen französischen Alleingang einstufte, finanziell zu unterstützen.

## Rezeptionsgeschichte

### Kunst

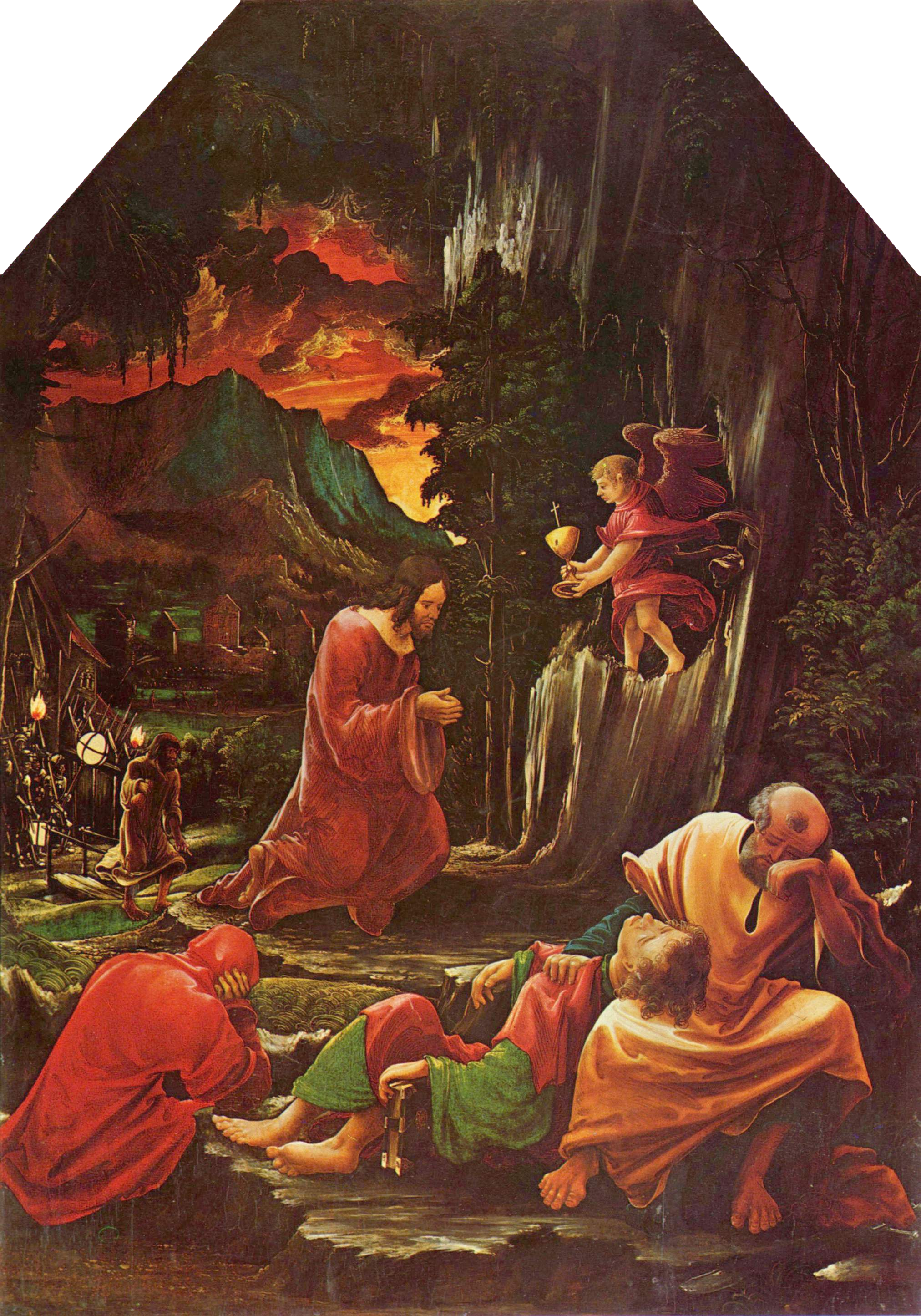
Albrecht Altdorfer: Christus am Ölberg, Tafel des Sebastiansaltars im Stift Sankt Florian

Eine Ölberggruppe stellt figürlich die biblische Szene dar, wie Jesus zusammen mit seinen Jüngern in der Nacht vor seiner Kreuzigung im Garten Gethsemane betet.
Der Stich Gethsemane von Albrecht Dürer stellt die biblische Szene dar. Albrecht Altdorfer zeigt in der Tafel Christus am Ölberg des Sebastiansaltars die Szene in einer phantastischen Felslandschaft.